# Paa boulengeri
Paa boulengeri é uma espécie de anfíbio da família Ranidae.
Pode ser encontrada nos seguintes países: China e possivelmente no Vietname.
Os seus habitats naturais são: florestas subtropicais ou tropicais húmidas de baixa altitude, regiões subtropicais ou tropicais húmidas de alta altitude, rios e lagoas.
Está ameaçada por perda de habitat.